# Grapčeva špilja
Grapčeva špilja je špilja na južnim obroncima gorskog lanca, koji dominira otokom Hvarom, kod mjesta Humca, poznata po arheološkim nalazima.
Iz okolice špilje se pruža veličanstven pogled na Šćedro, Korčulu, Vis i Sušac, a najbliži prilaz špilji je s južne strane iz male lučice Virak. Za bistrih zimskih dana na obzorju se može vidjeti i najviši vrh Italije Gran Sasso te istočno od njega izdužena linija obale od Monte Gargana prema jugu. Ulaz u špilju gotovo posve zatvaraju masivne gromade vapnenca koje su nekad tvorile svod znatno većeg speleološkog objekta. U vrijeme boravka neolitičkog čovjeka špilja je imala široki otvor, koji je negdje između 11. i 15. st. pr. Krista, zatvorila velika kamena ploča bilo zbog potresa ili prirodnim procesom klizanja. Unutrašnjost se sastoji od dvorane široke 25 m, dugačke 22m i visoke 5 m, koja je sigastim stupovima i zavjesama podijeljena na nekoliko manjih prostora različite veličine. Prvo istraživanje Grapčeve špilje, potkraj 19. stoljeća, proveo je Grgur Bučić, a manja istraživanja vršili su još i Ivan Krstitelj Novak, Gasperini i Girometta. Međutim, prva sustavna arheološka istraživanja proveo je tek Grga Novak koji je s prekidima istraživao od 1936. do 1952 godine. U novije vrijeme špilju je istraživao S. Forenbaher. Istraživanja su pokazala da je u špilji boravio čovjek mlađeg kamenog doba koji je poznavao domaće životinje, a bavio se poljoprivredom i ribarstvom. Grapčeva špilja dala je raznovrsnu neolitičku keramiku i to ponajviše iz mlađeg neolitika (3500-2500 pr. Kr.). U istraženom dijelu špilje, površine oko 570 m2, kulturni sloj je ponegdje do 3,5 m debljine što prvenstveno ovisi o kamenoj podlozi špilje. Sustavnim istraživanjima G. Novak je pronašao do tog vremena jedinstvene primjerke obojene keramike. Posude glatkih stijenki fino poliranih s raznovrsnim ukrasima bijelih i crvenih linija, spirala, izduženih ravnih i povijenih bijelih linija, točkastih ukrasa između linija, te crveno obojenih grla posuda. Kako takve ukrase u to vrijeme nije bilo moguće utvrditi na drugim mjestima, G. Novak je da bi ih točnije obilježio stvorio pojam Kultura hvarske obojene keramike ili hvarska kultura. Od arheološkog materijala značajni su još nalazi bakrenog amarilla, kremenog oružja i oruđa kao i veliki broj koštanih ostataka uglavnom životinjskog, ali i ljudskog podrijetla. Nakon trajnije upotrebe špilje kroz gotovo cijeli neolitik, život u njoj prestaje na dulje vrijeme, da bi se nakon određenog vremena ponovno javio, ali mnogo slabijeg intenziteta. U novijim povijesnim razdobljima špilja je služila kao sklonište ili zbjeg. Uređena i 2008. godine otvorena za javnost.Uz Markovu špilju i Pokrivenik, Grapčeva špilja je neiscrpan izvor informacija o životu i kulturi najstarijih stanovnika otoka Hvara.
Ova je špilja jedno od najstarijih nalazišta hvarske kulture i civilizacije na Jadranu. Duga je 21 i široka 32 metra, a nalazi se na 239 metara nadmorske visine na teško pristupačnu terenu.
Otkriveni su nalazi iz kasnoga neolitika (hvarska kultura), eneolitičkoga razdoblja (keramike nakovanske i ljubljanske kulture jadranskoga tipa) sve do brončanoga doba (ilirska keramika).
Sadrži ostatke hvarske kulture i civilizacije koji potječu iz vremena između četiri i pet tisuća godina prije Krista. Istraživao ju je hrvatski povjesničar i arheolog Grga Novak (Hvar, 1888. - Zagreb, 1978.).

## Zaštita
Špilja je 1964. proglašena zaštićenim spomenikom prirode. Dostupna je turistima, a posjete organizirati hvarska Udruga "Humac" koja se za nju i brine.
Pod oznakom Z-5610 zavedena je kao nepokretno kulturno dobro - pojedinačno, pravna statusa zaštićena kulturnog dobra, klasificirano kao "arheološka baština".

## Vanjske poveznice
|  | Zajednički poslužitelj ima još gradiva o temi Grapčeva špilja |